# Zdawiny
Zdawiny, wzdawiny – oddanie panny młodej przez jej opiekunów pod opiekę męża. W średniowiecznej Polsce umowa, która łącznie ze zmówinami stanowiła świecką formę zawarcia małżeństwa. 
Zdawiny były potwierdzeniem i realizacją zmówin, w których ustalono warunki małżeństwa (często dużo wcześniej). Miały uroczystą formę i towarzyszył im szereg obrządków m.in. symbolizujących rezygnację panny młodej z dotychczasowego stanu (zdjęcie wianka, napicie się z pucharu podanego przez dziewosłęba). Niektóre z obrzędów odbywanych podczas zdawin wywodzą się z czasów pogańskich i przetrwały do czasów współczesnych w ślubnych zwyczajach ludowych. Zdawinom mogły towarzyszyć przenosiny, czyli przeprowadzka panny młodej do domu męża (łac. deductio in domum mariti), oraz pokładziny, czyli konsumpcja małżeństwa. 
Znaczenie prawne zdawin wypierane było powoli wraz z upowszechnianiem się kościelnej formy zawarcia małżeństwa, przy której z funkcji umowy konstytuującej małżeństwo zdawiny stały się nieformalną uroczystością weselną.